# 戈羅季謝 (杜布羅維察區)
51°48′14″N 26°41′44″E / 51.80389°N 26.69556°E

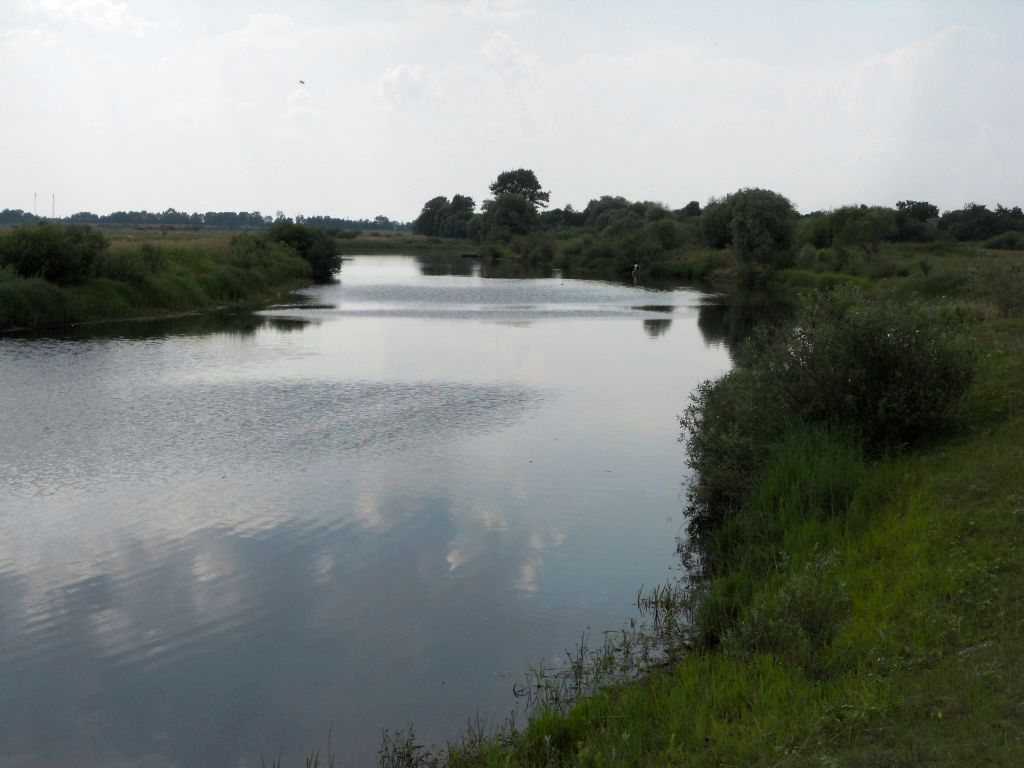

戈羅季謝（烏克蘭語：Городище），是烏克蘭西北部的村莊，隸屬里夫內州的薩爾內區。該村處於西連河畔，始建於1720年，面積0.64平方公里，海拔高度136米，2001年人口632。